# 盛德 (大理)
盛德（1176年—1180年）是大理国皇帝段智兴的第二個年号，共计5年。
年號名稱，雲南文獻大多作「盛德」，唯倪輅《南詔野史》、王崧《雲南備徵志》作「亨時」。根據雲南劍川縣石鍾山第一號窟發現的北方天王石刻、1981年1月四川西昌三坡火葬墓發現的《盛德二年墓碑》及台灣故宮博物院館藏《大理國張勝溫畫梵像》可知，年號是「盛德」，倪、王二書皆誤。李兆洛《纪元编》在安定之后列出“亨时”年号。
起訖年，方詩銘、李崇智、段玉明、李家瑞、王雲、黃德榮作1172年－1175年。

## 年號及改元出處
- 倪輅《南詔野史》：「宋孝宗乾通八年（1172）立，改元利貞，又改元亨時、元嘉、元亨、安定等號。……智興卒，在位二十九年。」
- 胡蔚《增訂南詔野史》：「南宋孝宗壬辰乾道八年（1172）即位。明年（1173），改元利貞。又改元盛德、嘉會、元亨、安定。……寧宗庚申慶元六年（1200），智興卒，在位二十八年。」
- 王崧《雲南備徵志》：「宋孝宗乾道八年（1172）立，改元利貞。……丁酉（1177），改元亨時。……辛丑（1181），改元嘉會。乙巳（1185），改元亨利，又改安定。……庚申宋寧宗慶元六年（1200）七月，帝薨，在位二十九年。」
- 諸葛元聲《滇史》：「段氏十八世智興，以宋孝宗乾道八年壬辰（1172）立，改元利貞。……淳熙八年（1181），……是歲，智興改元嘉會。……智興在位二十九年。」
- 李京《雲南志略》：「子政智立，改元利貞、盛德、嘉會、元亨、安定。在位二十九年。」
- 楊慎《滇載記》：「智興以宋孝宗乾道八年（1172）立，改元五，曰利貞、盛德、嘉會、元亨、安定。」
- 馮蘇《滇考》：「孝宗乾道八年（1172），子智興嗣，改元利貞、嘉會。……在位二十九年卒。」
- 《白古通記淺述》：「智興立二十九年。」
- 雲南劍川石鍾山第一號窟題記：「盛德四年作囗己亥歲八月三日。」
- 《盛德二年墓碑》：「盛德二年丁酉正月十一日。」[7]
- 《大理國張勝溫畫梵像》：「盛德五年庚子歲正月十一日。」

## 纪年對照表
| 盛德 | 元年   | 二年   | 三年   | 四年   | 五年   |
| ---- | ------ | ------ | ------ | ------ | ------ |
| 公元 | 1176年 | 1177年 | 1178年 | 1179年 | 1180年 |
| 干支 | 丙申   | 丁酉   | 戊戌   | 己亥   | 庚子   |

## 同期存在的其他政权年号
- 中國
  - 淳熙（1174年－1189年）：宋－宋孝宗趙昚之年號
  - 崇福（1164年－1177年）：西遼－承天后耶律普速完之年號
  - 天禧（1178年－1211年）：西遼－末主耶律直魯古之年號
  - 大定（1161年－1189年）：金－金世宗完顏雍之年號
  - 乾祐（1170年－1193年）：西夏－夏仁宗李仁孝之年號
- 越南
  - 貞符（1176年－1186年）：李朝－李龍翰之年號
- 日本
  - 安元（1175年－1177年）：高倉天皇之年號
  - 治承（1177年－1184年）：高倉天皇與安德天皇之年號